# Football Club Inter-Montréal
Il Football Club Inter-Montréal è stata una squadra canadese di calcio, con sede a Montréal (Québec).

## Storia
Il Football Club Inter-Montréal venne fondato il 7 dicembre 1982 con la lega calcistica canadese Canadian Professional Soccer League che avrebbe tenuto la sua prima stagione l'anno seguente, primo vero tentativo di creare un campionato nazionale professionistico canadese.  La squadra venne affidata a Eddie Firmani che riuscì a costruire una rosa molto equilibrata, tra affermati campioni europei (come Giuseppe Wilson, Takīs Nikoloudīs, Radojko Avramović e Gordon Hill) e giovani talenti locali. La squadra di Firmani ottenne buoni risultati sul campo, tanto da spingere la dirigenza della squadra ad organizzare un torneo amichevole internazionale (il "Bob Laker's Intercontinental Tournament") che vide partecipare le italiane Avellino e Udinese e la francese Olympique Marsiglia. I costi di gestione dell'evento minarono però le finanze del club, che giocò il suo ultimo incontro il 26 giugno, venendo costretta ad abbandonare la competizione nonostante gli ottimi risultati sul campo e fallendo il 28 luglio. La CPSL non sopravviverà molto all'Inter-Montréal, chiudendo i battenti dopo la disputa della finale tra Edmonton Eagles ed Hamilton Steelers.

## Strutture
L'Inter-Montréal aveva come impianto casalingo il Jarry Park Stadium, sito a Montréal (Québec).